# Ема Голдрик
Ема Голдрик (на английски: Emma Goldrick) е общ псевдоним на американските писатели Ема и Робърт Голдрик, автори на произведения в жанра любовен роман. Двамата пишат съвместно от 1980 г.

## Ема Сътклиф
Ема Елизабет Джийн Сътклиф (на английски: Emma Elizabeth Jean Sutcliffe) е родена на 7 февруари 1923 г. в Пуерто Рико.
Среща своя съпруг, докато той е военнослужещ в Пуерто Рико, а тя медицинска сестра в Американския червен кръст. По-късно тя преподава американски жестомимичен език.
Ема Сътклиф умира на 20 ноември 2008 г. в Уестпорт, Масачузетс.

## Робърт Голдрик
Робърт Н. Голдрик (на английски: Robert N. Goldrick) е роден на 22 март 1919 г. в Ню Бедфорд, Масачузетс, САЩ. Има кариера на военен, а след 1980 г. се посвещава на писането на романси със съпругата си.
Робърт Голдрик умира на 22 януари 1996 г. в Уестпорт, Масачузетс.

## Обща биография и творчество
През 1980 г. двамата се пенсионират и започват да пишат романси. Първият от тях, And Blow Your House Down, е публикуван през 1983 г. Пишат общо 41 любовни романа между 1983 и 1996 г. След смъртта на Робърт Ема пише последната си книга, The Ninety-Day Wife, в негова памет и се оттегля от писателската си кариера.

## Произведения

### Самостоятелни романи
- And Blow Your House Down (1983)
- Ice Lady (1985)
- Miss Mary's Husband (1985)
- Night Bells Blooming (1985)
- The Trouble With Bridges (1985)
- Rent-a-bride Ltd. (1985)
- Daughter of the Sea (1985)
- Thunder Over Eden (1985)
- The Over-Mountain Man (1985)
- Hidden Treasures (1986)
- King of the Hill (1987)
- If Love be Blind (1987)
- Temporary Paragon (1987)
- My Brother's Keeper (1988)
- To Tame a Tycoon (1988)
- Pilgrim's Promise (1988)
- Madeleine's Marriage (1988)
- A Heart As Big As Texas (1989)
- The Girl He Left Behind (1990)
- Love Is in the Cards (1990)
- Silence Speaks for Love (1990)
- A Touch of Forgiveness (1990)
- Mississippi Miss (1990)
Непреклонната Бет, изд.: „Арлекин България“, София (1995), прев. Йорданка Влахова
- Doubly Delicious (1991)
- Smuggler's Love (1991)
- Loveable Katie Lovewell (1991)
- Summer Storms (1991)
- Spirit of Love (1992)
- The Widow's Mite (1992)
- Baby Makes Three (1993)
Избраник на съдбата, изд.: „Арлекин България“, София (1994), прев. Здравка Славянова
- The Unmarried Bride (1993)
- The Balleymore Bride (1994)
- The Baby Caper (1995)
- The Ninety-Day Wife (1997)

### Серия „Латимор“ (Latimore)
1. The Road (1984)
2. Tempered by Fire (1986)
3. The Latimore Bride (1988)
Годежът, изд.: „Арлекин България“, София (1993), прев. Екатерина Георгиева
4. Faith, Hope and Marriage (1995)
5. Bringing Up Babies (1996)

### Участие в общи серии с други писатели

#### Серия „Деца и целувки“ (Kids and Kisses)
- Leonie's Luck (1994)

от серията има още 18 романа от различни автори

#### Серия „Дръж се за героя“ (Holding out for a Hero)
- Husband Material (1995)

от серията има още 10 романа от различни автори

### Сборници
- Сляп за любовта, Blind to Love (1988) – с Кони Бенет и Ребека Уинтърс
- Sunsational (1991) – с Ема Дарси, Пени Джордан и Карол Мортимър
- Just Add Children (1995) – с Катрин Джордж
- The Parent Trap (1997) – с Хелън Брукс
- Having His Baby! (1998) – с Лин Греъм и Шарлот Ламб
- Forgive and Forget (1998) – с Хелън Бианчин и Хелън Брукс
- Blind Passions (1999) – с Миранда Лий и Ребека Уинтърс
- Love and Marriage (1999) – с Бети Нийлс
- A Tender Christmas (2000) – с Лиз Филдинг и Лий Майкълс